# Sigismondo Alfonso Thun

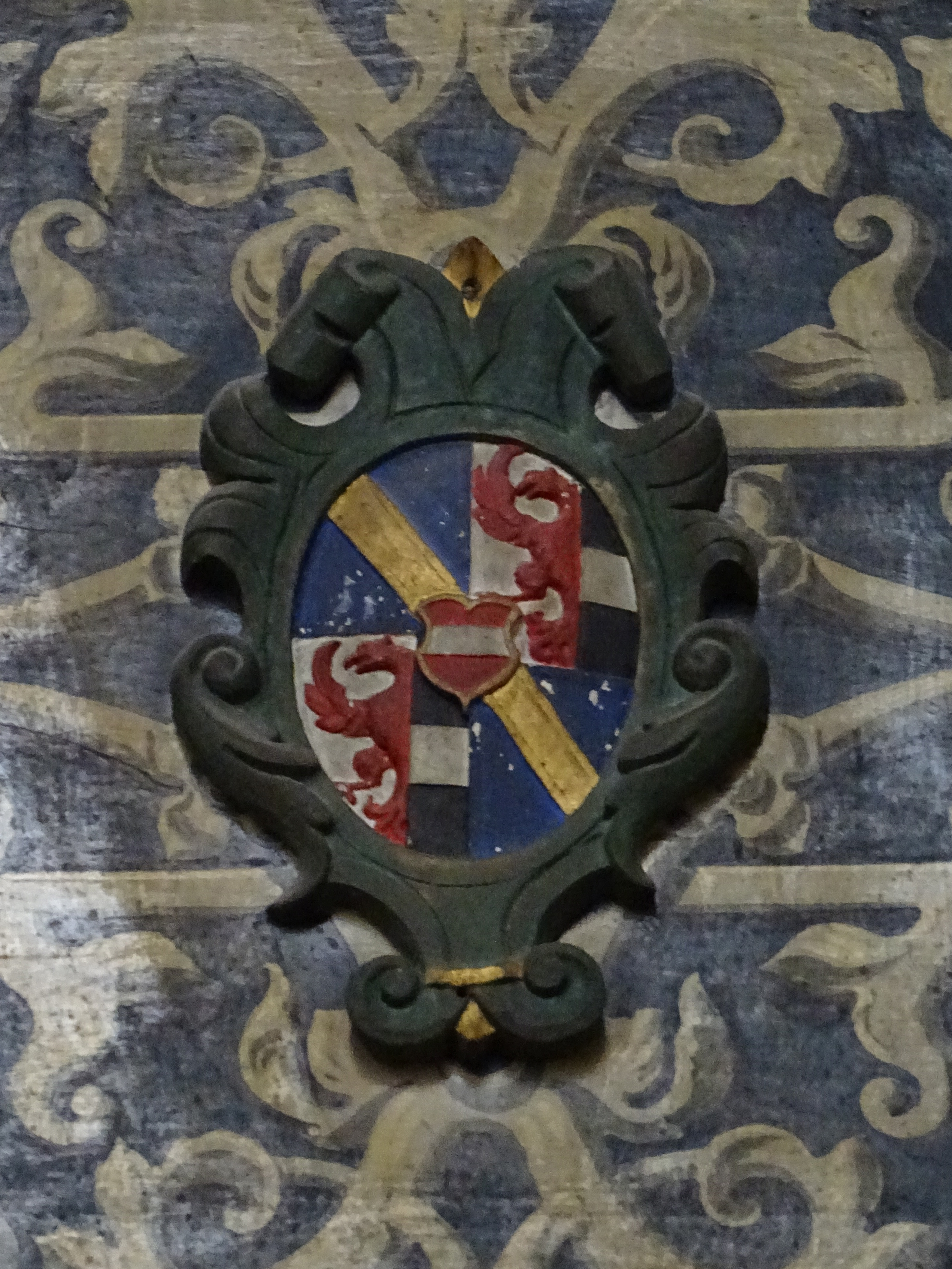
Stemma sulla cantoria della chiesa di Santa Maria Assunta di Civezzano

Sigismondo Alfonso Thun (Ton, 7 novembre 1621 – Trento, 2 febbraio 1677) è stato principe vescovo di Bressanone dal 1663 e principe vescovo di Trento dal 1668 fino alla sua morte.

## Biografia

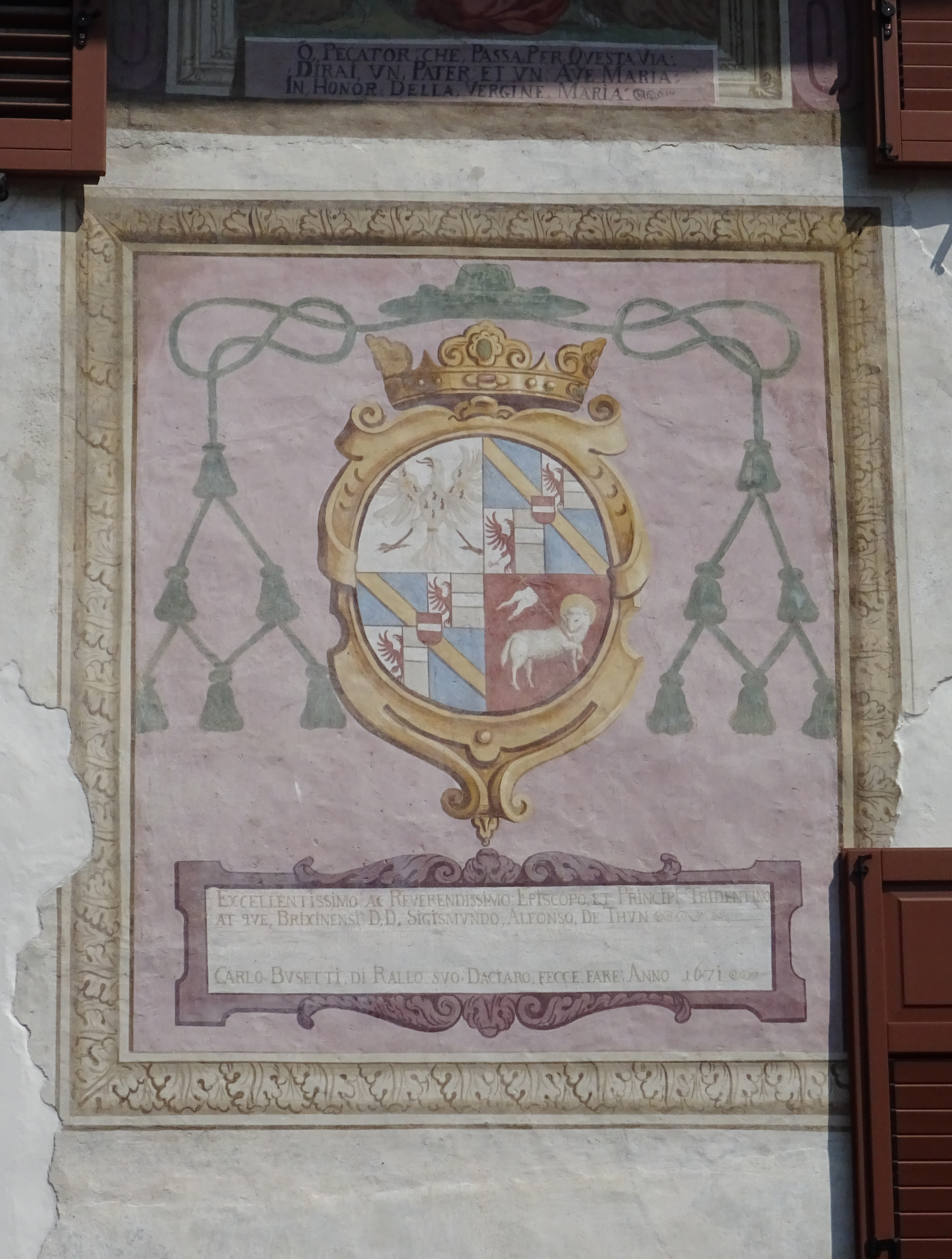
Stemma vescovile sulla casa del dazio a Fucine di Ossana

Come d'uso presso le famiglie altolocate dell'epoca, Sigismondo Alfonso fu mandato per studio al Collegio germanico  a Roma, col fine di garantirgli la possibilità d'un cursus honorum di successo nella chiesa tridentina. Terminata la fase di preparazione alla carriera fu difatti consacrato sacerdote a Bressanone nel 1646, ed infine fatto arcidiacono a Trento ad opera del principe vescovo Carlo Emanuele Madruzzo, il 5 agosto del 1652.
Nel 1663 fu eletto Principe vescovo di Bressanone, dove però "non fu molto amato, perché favoriva troppo gl'Italiani, ed ebbe perciò molte questioni col Capitolo locale". Fu inoltre nominato vicario in spiritualibus della diocesi di Trento, carica che mantenne tra il 1658 e il 1663.
Esercitando questa funzione si ritrovò ad avere un ruolo non indifferente nella stesura della cosiddetta Transazione del 1662, sottoscritta dall'arciduca Ferdinando Carlo conte del Tirolo e suo fratello Sigismondo Francesco d'Asburgo (allora principe vescovo di Trento in carica): il Thun contribuì al testo preparando degli articoli per conto della parte trentina assieme al cancelliere aulico Gian Giacomo Sizzo e al decano Ghelf.
In seguito alla rinuncia alla carica vescovile da parte dell'Asburgo, Sigismondo Alfonso Thun riuscì a ritagliarsi una posizione di preminenza all'interno del Capitolo della cattedrale sotto la reggenza del successivo principe vescovo Ernesto Adalberto d'Harrach. Quest'ultimo infatti, godendo d'un cospicuo cumulo di cariche (era fra le altre cose pure cardinale e arcivescovo metropolita di Praga) non risiedeva in Trento: il capitolo trentino ebbe così la possibilità d'agire con più forza per ampliare le proprie prerogative politiche, e s'accrebbero in questo modo l'autorità dell'istituzione e quella dei suoi membri.

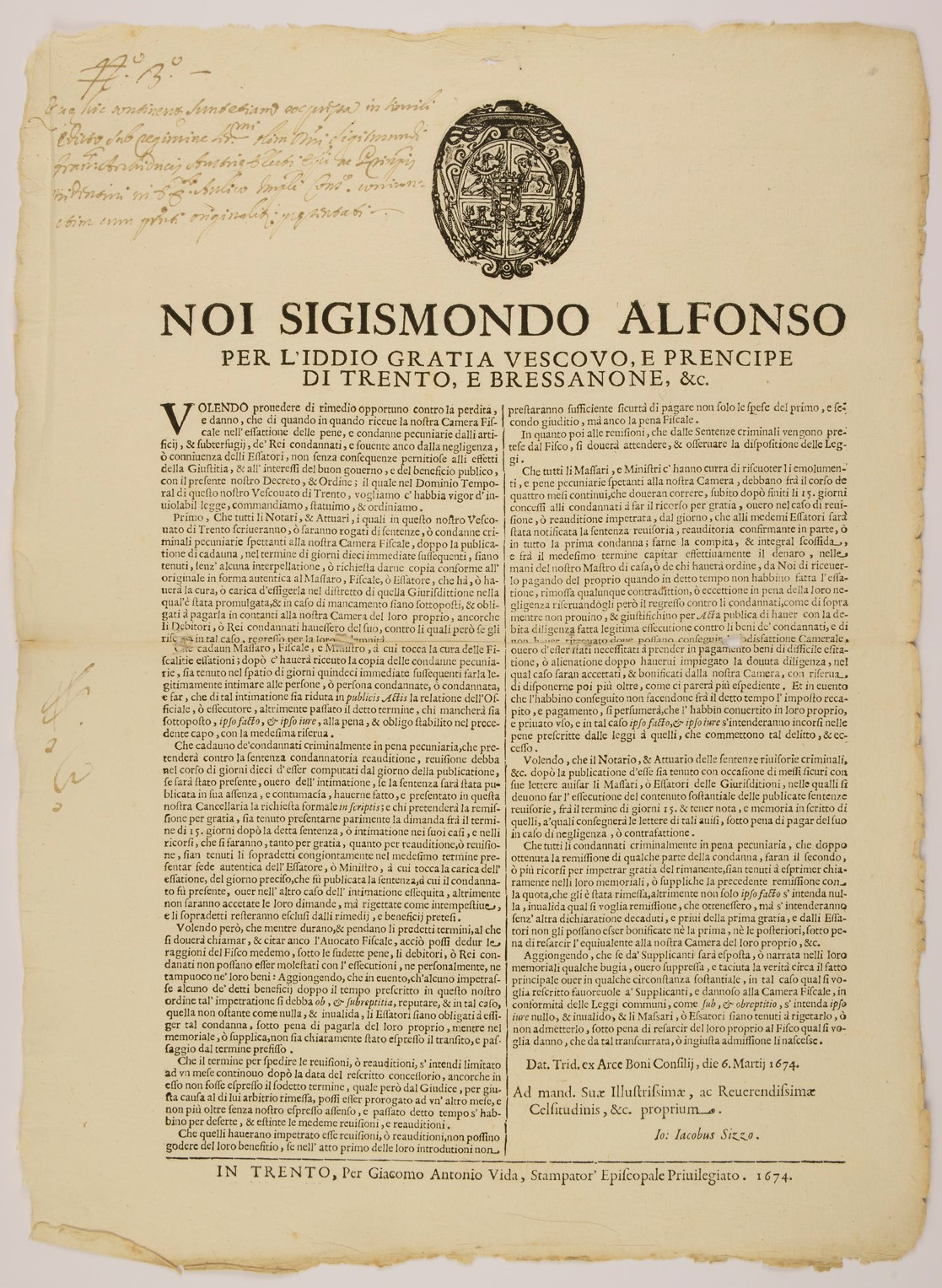
Proclama in materia fiscale emanato da Sigismondo Alfonso in qualità di principe vescovo di Trento, 1674. Conservato presso la Biblioteca comunale di Trento.

Con la morte dell'Harrach (25 ottobre 1667) si tenne la votazione per eleggere il nuovo vescovo. A concorrere per la carica si ritrovarono due membri della famiglia Thun: da una parte Sigismondo Alfonso, già vescovo di Bressanone, dall'altra Guidubaldo, già cardinale e arcivescovo di Salisburgo. Determinante per il risultato finale fu l'intervento dell'imperatore Leopoldo I, il quale promise, tra le altre cose, “il sollievo di 12.000 fiorini de debiti Capitolari” e la “donazione, o sia rimessa di tutte le steure, che deve la Mensa (vescovile) sin a tutto l'anno 1667 inclusive decorse” in cambio del voto in favore di Sigismondo Alfonso.
L'elezione all'episcopato trentino s'inseriva allora nella più generale diatriba fra gli Asburgo e i Wittelsbach per l'egemonia sulla parte meridionale dell'Impero; in questo senso la candidatura di Guidubaldo Thun, vicino al duca di Baviera, non poteva che risultare invisa all'imperatore: fu così che per otto voti contro sette Sigismondo Alfonso divenne principe vescovo di Trento.
L'elezione portò con sé uno strascico di polemiche e scontri che si chiusero solamente alla morte del candidato sconfitto nel giugno 1668.
A capo del principato di Trento Sigismondo Alfonso si distinse per la sua attitudine assolutista (sul modello di Luigi XIV) e fu durante il suo governo che iniziò una stagione di maggiore rigore nei riguardi dei conti della camera vescovile e di beni e diritti fiscali ad essa spettanti (in questo senso il suo operato costituì una sorta di modello per i governi successivi). 
Testimoniano la sua tendenza accentratrice e autoritaria i primi atti da lui compiuti subito dopo l'assunzione al soglio vescovile, ovverosia: "il restauro del palazzo pretorio, simbolo dell'amministrazione della giustizia esercitata dal Podestà, e quindi la velata minaccia contro ogni pretesa del Capitano; l'ordine allo stampatore vescovile [...] di esibirgli ogni cosa, prima di metterla sotto il torchio [...]".
Con la sua guida si ritornò inoltre a una “formulazione più ampia e precisa” nei decreti di nomina degli ufficiali principeschi e si giunse a un'inusuale concordia fra le diverse istituzioni del principato (la qual cosa costituiva un preciso volere del Thun).
A partire dal governo di Sigismondo Alfonso, il partito "trentino" riuscì spesso a far eleggere principe vescovo uno dei suoi rappresentanti: "ebbe così inizio il lungo periodo caratterizzato dalla serie dei vescovi tutti trentini, scelti tra l'aristocrazia trentino-tirolese e il patriziato urbano [...] le sorti politiche e religiose del territorio si trovarono affidate così a uomini nati e vissuti nel principato, di solito cresciuti all'interno delle stesse strutture ecclesiastiche locali, di cui conoscevano i meccanismi".
Sigismondo Alfonso Thun morì il 2 febbraio 1677.

## Genealogia episcopale
La genealogia episcopale è:
- Arcivescovo Filippo Archinto
- Papa Pio IV
- Cardinale Giovanni Antonio Serbelloni
- Vescovo Giacomo Rovellio
- Cardinale Carlo Gaudenzio Madruzzo
- Vescovo Carlo Emanuele Madruzzo
- Vescovo Jesse Perchoffer
- Vescovo Sigismondo Alfonso Thun